# Flughafen Pointe-à-Pitre

i8
i11
i13
Der Flughafen Pointe-à-Pitre (auch Aéroport Pôle Caraïbes oder Aéroport Le Raizet genannt, offiziell Aéroport de Point-à-Pître Le Raizet, IATA-Code: PTP, ICAO-Code: TFFR) ist der Hauptflughafen von Guadeloupe. Als einziger Platz von Guadeloupe hat er die Kapazität für Großraumflugzeuge. Im Jahr 2022 hatte der Flughafen nach einem pandemiebedingten Rückgang wieder 2,07 Millionen Passagiere und erreichte damit annähernd das Niveau von 2019 mit 2,48 Millionen Passagieren. Der Flughafen befindet sich auf der Insel Grande-Terre, auf dem Gebiet der Gemeinde Les Abymes, rund fünf Kilometer nördlich von Pointe-à-Pitre.
Er ist Heimatflughafen für Air Caraïbes und Air Antilles Express.

## Geschichte
Im Jahr 1965 wurde der Flughafen eröffnet. Das Terminal befand sich auf der Südseite. 1970 landete die erste Boeing 747. Um den immer größeren Passagierzahlen gerecht zu werden, wurde in den 1990er Jahren ein neues Terminal im Nordteil errichtet, das 1996 eröffnet wurde. In ihm werden mittlerweile alle internationalen Flüge abgefertigt; es verfügt über fünf Fluggastbrücken.
Ebenfalls wurde ein kleines Frachtzentrum errichtet. 2006 besuchte der Airbus A380 auf einem Testflug unter anderem den Flughafen von Guadeloupe.
Am 30. Juni 2014 wurde das für regionale Karibikflüge vorgesehene Terminal T2 eingeweiht.

## Infrastruktur
Die Startbahn des Flughafens ist mit 3,5 km Länge in der Lage, alle Großraumflugzeuge aufzunehmen. Die Terminals sind für vier Millionen Passagiere im Jahr ausgelegt. Es gibt mehrere Flugvereine, unter anderem Les Ailes Guadeloupéennes und den Aéroclub de l’Aviation Civile  Guadeloupe.

## Zwischenfälle
- Am 22. Juni 1962 kam eine Boeing 707-328 der Air France (Luftfahrzeugkennzeichen F-BHST) von ihrer vorgesehenen Flugroute ab und flog im Anflug auf den Flughafen Pointe-à-Pitre in 1401 Fuß (427 Meter) Höhe gegen einen bewaldeten Berg. Alle 113 Personen an Bord kamen ums Leben. Infolge eines Gewitters war es zu falschen Anzeigen des Radiokompasses gekommen (siehe auch Air-France-Flug 117).[2]

- Am 5. März 1968 flog eine Boeing 707-328C der Air France (F-BLCJ) beim Anflug auf den Flughafen in 1200 Metern Höhe gegen einen Vulkan. Alle 63 Personen an Bord kamen ums Leben. Der Flugschreiber konnte nie geborgen und die Unfallursache nicht ermittelt werden (siehe auch Air-France-Flug 212 (1968)).[3]

- Am 28. Oktober 1970 verunglückte eine Curtiss C-46D-10-CU Commando der kolumbianischen Aerocosta Colombia (HK-792) bei der Landung auf dem Flughafen Pointe-à-Pitre und fing Feuer. Von den 4 Insassen des Frachtflugs kamen 2 Besatzungsmitglieder ums Leben.[4]

- Am 3. Juni 1975 wurde eine Lockheed L-1049H Super Constellation der US-amerikanischen Sky Truck International (N6931C) bei einer Notlandung auf dem Flughafen Pointe-à-Pitre irreparabel beschädigt und 1979 verschrottet. Über Personenschäden ist nichts bekannt.[5]